# Ciudad Darío
Ciudad Darío, früher San Pedro de Metapa oder einfach nur Metapa genannt, ist ein Municipio des Departamento Matagalpa in Nicaragua.
Es ist in der Region Metlalpán gelegen. Am 25. Februar 1920 wurde der Namenswechsel des Municipios zu Ehren des Dichters Rubén Darío, der dort am 18. Januar 1867 geboren wurde, veranlasst.
Der etymologische Ursprung des Namens 'Metapa' liegt in der Sprache Nahuatl und bedeutet ungefähr 'Steinsavanne' oder Metate.
Rubén Darío beschrieb seinen Geburtsort in seiner Autobiographie als ein Dörfchen oder besser ein Haufendorf in Nueva Segovia, das schon Chocayos und Metapa hieß.

## Lage und Klima
Dieses Municipio ist 45 km von der Hauptstadt des Departamentos, Matagalpa, und 90 km von der Landeshauptstadt Managua entfernt und liegt auf 432 Metern Höhe.
Das Klima ist tropisch mit häufigen Regenfällen und Temperaturen zwischen 25 und 28 °C.

## Grenzen und territoriale Zusammensetzung
Ciudad Darío grenzt an folgende Municipios an:
| - im Norden - San Isidro - Sébaco - im Süden - Teustepe - Tipitapa - San Francisco Libre | - im Osten - Terrabona - San José - Remates - im Westen - El Jicaral (Léon) |

Dieses Municipio setzt sich aus 22 comarcas rurales (Landkreisen) und aus dem cabecera municipal, dem Kern des Municipios zusammen. 
Comarcas rurales
| - Casas Viejas - Totumbla - Las Calabazas - El Cacao - San Juanillo - El Jobo - Apompua - Trujillo - Maunica - Puertas Viejas - Las Cañas | - Llanos de Tamalapa - Dulce Nombre de Jesús - Las Mesas - Las Queseras - Las Mangas - Las Nubes - Regadío - Santa Bárbara - El Prado - Los Cocos - El Jícaro |

## Wirtschaft
Die Wirtschaft basiert, wie in den meisten mittelamerikanischen Ländern, auf dem primären Wirtschaftssektor. Der Handel war schon immer eine der wichtigsten Aktivitäten, da Durchreisende seit frühester Zeit von Bewohnern hier versorgt wurden. Nach dem Bau einer Umgehungsstraße wurde der Handel aber immer weniger.
Der primäre Wirtschaftssektor ist der wichtigste des Municipios, obwohl das meiste für den Eigenverbrauch gedacht ist. Neben Bohnen, Mais und Sorghum werden auch Weizen und Frühgemüse angebaut. Zudem wird auch Viehwirtschaft betrieben. 
Der sekundäre Wirtschaftssektor ist in dieser Zone kaum präsent. Industriell werden nur Artefakte für Touristen und Bentonit für die Seifenmanufaktur hergestellt.
Der tertiäre Wirtschaftssektor basiert auf dem Tourismus. Touristen, die aufgrund des Geburtshauses Ruben Daríos angezogen werden, beschäftigen viele Einwohner und fördern somit das Wachstum des Municipios. Außerdem gibt es ein Hotel, das am Rande der Carretera panamericana gelegen ist.

## Geschichte
Im 16. Jahrhundert siedelten sich die ersten Bewohner auf ersten Landgütern an.
Im Jahre 1627 gründeten spanische Missionare des Mercedarier-Ordens im Tal von Metlalpán eine reducción indígena, die den Namen des Tales trug. Der erste Name der Siedlung war somit Chocoyos.
Der Klosterbruder Agustín Morel de la Santa Cruz, der Bischof Nicaraguas und Costa Ricas war, ließ während einer apostolischen Visite im Jahre 1752 einen Ortsplan anfertigen, der damals 120 Häuser mit Strohdach und ein einziges mit Dachziegeln umfasste. Diese Wohnungen waren vom Flachland aufgelockert. 2259 Einwohner, verteilt auf 340 Familien, waren Teil des damaligen Ortes. Schon damals gab es 59 Haciendas (Landgüter) und 66 Trapiches (Mühlen), um Zucker aus Zuckerrohr herzustellen. Der Ort wurde durch vier Straßen und einem Platz geformt. Alle Straßen trugen den Namen eines Apostels (San Pedro, San Pablo, San Andrés y Santiago). Damals wurde das Municipio in Metapa bzw. San Pedro de Metapa umbenannt.
Schon im 18. Jahrhundert siedelten sich viele aus León Stammende auf dem Weg nach Granada dort an. (Das war auch der Grund, warum Rubén Darío in diesem Municipio geboren wurde, obwohl seine Wurzeln in Léon lagen.)
1891 erlangte Metapa den Status einer Stadt.
Nach dem Tod Rubén Daríos wurde auf Initiative der Bürger das Municipio zu Ehren des Königs der spanischen Worte am 25. Februar 1920 umbenannt. Von da an trägt das Municipio den Namen Ciudad Darío.

## Sehenswürdigkeiten
Die Hauptattraktion des Municipios Ciudad Darío ist das Geburtshaus des Dichters, das nun ein Museum ist.
Das Museum Museo Histórico Casa Natal Rubén Darío, welches die originale Struktur instand hält, wurde am 6. Februar 1943 zur nationalen Sehenswürdigkeit deklariert. Zudem besitzt es von Rubén Darío gebrauchtes Mobiliar und ein im Garten erbautes Auditorium.
Der Naturkomplex Laguna de Moyúa, Tecomapa und Las Playitas, ist eine andere Sehenswürdigkeit des Municipios. Es ist reich an Biodiversität und hat viele Freizeiteinrichtungen.

## Kultur und Feste
Die Gastronomie Ciudad Daríos ist durch die rosquillas darianas aus Mais und wegen cosas de horno berühmt.
Unter den Tänzen, die im Municipio veranstaltet und mit Gitarren und Violinen begleitet werden, stechen die Polka und die Mazurka hervor, da sie europäischen Ursprung sind.
Feste werden der Jungfrau Fatima, Johannes und la Purísima zu Ehren organisiert. Am 18. Januar feiert das Municipio den Dichter Rubén Darío.

## Städtepartnerschaften
- Sprockhövel (Deutschland)
- Lutterbach (Frankreich)
- Sabadell (Spanien)
- Reus (Spanien)